# تحية الحساسية

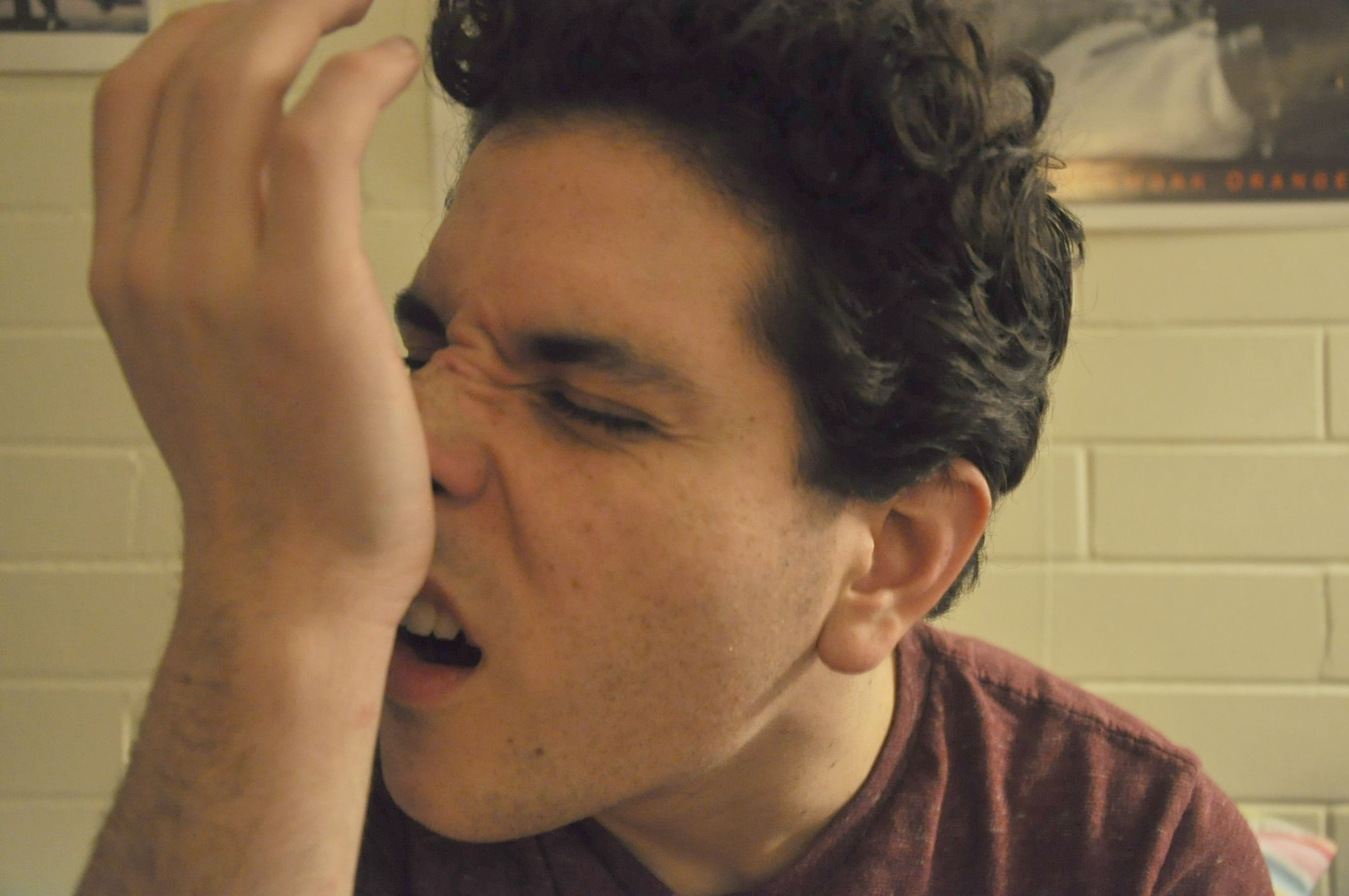
شخصٌ يُوضح تحية الحساسية

تحية الحساسية (بالإنجليزية: Allergic salute) وتُسمى أحيانًا التحية الأنفية، هي حركةٌ أو إيماءةٌ مميزةٌ وتكون أحيانًا معتادةً، بحيث يُمْسح و/أو يُفْرك الأنف من الأسفل للأعلى أو بشكلٍ عَرضِي بالأصابع أو راحة اليد أو ظهرها. تُوصف هذه الحركة بأنها تحية (بالإنجليزية: salute)؛ وذلك لأنَّ حركة اليد من الأسفل للأعلى تُعد إيماءةً غير مقصودةٍ. يُلاحظ عادةً استخدام اليد لمسح الأنف عند الأطفال ولكنها شائعةٌ أيضًا عند البالغين. عادةً ما تُخفف هذه الحركة بشكلٍ مؤقت من حكِّ الأنف، كما تساعد في إزالة كمياتٍ صغيرةٍ من مخاط الأنف.
لُوحظ بأنَّ هذه الحركة تكون شبه طوعيةً في الأشخاص الذين يعانون من نوباتٍ.

## الكيفية
يسمح المسح العلوي للأنف وفتحتيه بمسح سريعٍ وسهلٍ للمخاط المُتدفق. كما أنَّ دفع فتحتي الأنف لأعلى، يُساعد في فتحٍ مؤقتٍ لممرات الهواء عبر الأنف، ويُعد هذا الأمر مفيدًا بشكلٍ خاص إذا كانت الممرات الهوائية منتفخةً مع وجود حكةٍ في الفتحتين بسبب تهيجاتٍ ما، مثل التهاب الأنف التحسسي.
يُرجحُ أنَّ المخاط الذي يُسمح باستعمال اليد، سيكون حاملًا لبكتيريا وجراثيم أُخرى، والتي بدورها قد تنتقل إلى أشخاصٍ آخرين. قد تؤدي هذه الحركة المُعتادة والسريعة أو القاسية أيضًا إلى تغصنٍ (يُعرف باسم الشق أو الغصن الأنفي المستعرض) عبر الأنف؛ مما قد يؤدي إلى تشوهٍ جسديٍ دائمٍ يُمكن ملاحظته في مرحلة الطفولة والبلوغ.